# Славково (Бокситогорский район)
Славково — деревня в Борском сельском поселении Бокситогорского района Ленинградской области.

## История
Деревня Славково упоминается на специальной карте западной части России Ф. Ф. Шуберта 1844 года.

СЛАВКОВО — деревня Носовского общества, прихода Колбицкого погоста. Река Воложба.

Крестьянских дворов — 15. Строений — 50, в том числе жилых — 26.

Число жителей по семейным спискам 1879 г.: 42 м. п., 41 ж. п.; по приходским сведениям 1879 г.: 37 м. п., 40 ж. п.

В конце XIX — начале XX века деревня административно относилась к Большегорской волости 3-го земского участка 1-го стана Тихвинского уезда Новгородской губернии.

СЛАВКОВО — деревня Носовского общества, дворов — 19, жилых домов — 33, число жителей: 54 м. п., 62 ж. п.
 
Занятия жителей — земледелие, лесные промыслы. Река Воложба. Часовня. (1910 год)

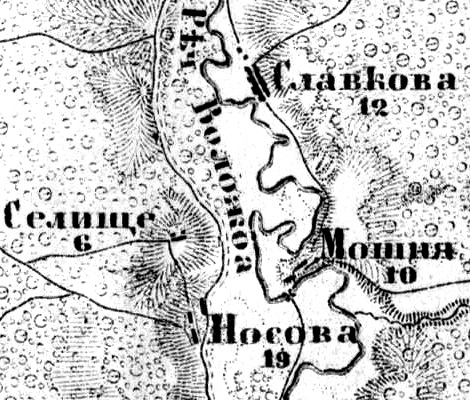
Деревня Славково на карте 1913 года

Согласно карте Новгородской губернии 1913 года, деревня называлась Славкова и насчитывала 12 крестьянских дворов.
С 1917 по 1918 год деревня входила в состав Большегорской волости Тихвинского уезда Новгородской губернии.
С 1918 года, в составе Череповецкой губернии.
С 1927 года, в составе Золотовского сельсовета Тихвинского района.
С 1928 года, в составе Большегорского сельсовета.
По данным 1933 года деревня Славково входила в состав Больше-Горского сельсовета Тихвинского района.
В 1940 году население деревни составляло 124 человека.
С 1952 года, в составе Бокситогорского района.
С 1963 года, вновь в составе Тихвинского района.
С 1965 года вновь в составе Бокситогорского района. В 1965 году население деревни составляло 48 человек.
По данным 1966 года деревня Славково также входила в состав Большегорского сельсовета.
По данным 1973 и 1990 годов деревня Славково входила в состав Борского сельсовета.
В 1997 году в деревне Славково Борской волости проживали 10 человек, в 2002 году — 7 человек (все русские).
В 2007 году в деревне Славково Борского СП проживали 12 человек, в 2010 году — 13.

## География
Деревня расположена в юго-западной части района на автодороге 41К-031 (Дыми — Бочево).
Расстояние до административного центра поселения — 12 км.
Расстояние до районного центра — 14 км. 
Деревня находится на правом берегу реки Воложба.

## Демография
| 1997 | 2002 | 2007 | 2010 | 2013 | 2014 | 2017 |
| ---- | ---- | ---- | ---- | ---- | ---- | ---- |
| 10   | ↘7   | ↗12  | ↗13  | ↗17  | ↗19  | ↘15  |

## Инфраструктура
На 2017 год в деревне было зарегистрировано 6 домохозяйств.